# Thorlacius
Thorlacius är en dansk gren av den islandske släkt Thorlacius. Bland medlemmarna märks:
- Skúli Thorlacius (1741–1815), isländsk filolog, verksam i Danmark
- Børge Thorlacius (1775–1829), dansk filolog